# Fuente de Diana
La fuente de Diana es una fuente escultórica de Barcelona situada en el cruce de la Gran Vía de las Cortes Catalanas con la calle de Roger de Lauria, en el distrito del Ensanche. Creada en 1898 e instalada en 1919, fue obra del escultor Venancio Vallmitjana. Esta obra está inscrita como Bien Cultural de Interés Local (BCIL) en el Inventario del Patrimonio Cultural catalán con el código 08019/1446.

## Historia y descripción
Vallmitjana había recibido el encargo de confeccionar una fuente escultórica en 1913 para el cruce de la Gran Vía con la calle del Bruch, pedido para el que aprovechó una estatua de la diosa de la caza romana Diana que tenía ya hecha de unos años antes, y que ya había presentado en la IV Exposición de Bellas Artes de Barcelona de 1898. Inicialmente, esta estatua presentaba a la diosa desnuda, hecho que no gustaba al consistorio conservador presidido por el alcalde Joaquim Sagnier i Villavecchia, por lo que el escultor tuvo que modificar su obra y añadir una túnica que cubriese el cuerpo de Diana. Otro cambio sobre la marcha fue el emplazamiento, que se movió de la calle del Bruch a la de Roger de Lauria, donde en 1919 se construyó el Hotel Ritz, cuyo autor, Eduard Ferrés, ganó aquel año el premio de arquitectura otorgado por el Ayuntamiento. La fuente se inauguró el 12 de diciembre de 1919.
La fuente se encontraba inicialmente en medio de un amplio parterre en el cruce de las dos calles, que fue recortado en los años 1950 para favorecer el tráfico. Actualmente la fuente se yergue sobre un pequeño estanque circular con base de rocalla, sobre el que se levanta un pedestal con dos basamentos —uno cuadrado y otro circular— decorados con grandes conchas por sus cuatro costados. Sobre este pedestal se encuentra la figura de Diana, sentada en posición expectativa con el arco en la mano, a la busca de alguna presa, como corresponde a la diosa cazadora. Además del arco solo lleva una pequeña luna en la cabeza. El momento escogido es al mismo tiempo de quietud y acción, ya que es el momento previo a ponerse en marcha, lo que denota una tensión que hace evidente la influencia de Miguel Ángel, especialmente en la configuración de brazos y piernas, situados en un cierto contrapposto. Igualmente, la expresión facial también denota el influjo buonarrotiano, ya que mediante la tensión de la cabeza y la fuerza de los ojos consigue traslucir el alma de la figura, de forma parecida al David del genio florentino, hecho por lo que se podría afirmar que esta es una de las obras más logradas de Vallmitjana.
La fuente fue restaurada en 1987, y fue reinaugurada por el alcalde Pasqual Maragall el 16 de noviembre de aquel año.